# Bremen (Maine)
Bremen es un pueblo ubicado en el condado de Lincoln en el estado estadounidense de Maine. En el Censo de 2010 tenía una población de 806 habitantes y una densidad poblacional de 11,17 personas por km².

## Geografía
Bremen se encuentra ubicado en las coordenadas 43°58′48″N 69°25′49″O / 43.98000, -69.43028. Según la Oficina del Censo de los Estados Unidos, Bremen tiene una superficie total de 72.13 km², de la cual 42.64 km² corresponden a tierra firme y (40.88%) 29.49 km² es agua.

## Demografía
Según el censo de 2010, había 806 personas residiendo en Bremen. La densidad de población era de 11,17 hab./km². De los 806 habitantes, Bremen estaba compuesto por el 99.5% blancos, el 0% eran afroamericanos, el 0% eran amerindios, el 0.12% eran asiáticos, el 0% eran isleños del Pacífico, el 0% eran de otras razas y el 0.37% pertenecían a dos o más razas. Del total de la población el 0.25% eran hispanos o latinos de cualquier raza.